# Milano-Vignola 1973
La Milano-Vignola 1973, ventunesima edizione della corsa, si svolse il 25 aprile 1973 per un percorso totale di 239,5 km, con partenza da Rogoredo. La vittoria fu appannaggio dell'italiano Marino Basso, il quale completò la gara in 5h11'00", alla media di 46,206 km/h, precedendo il belga Patrick Sercu ed il connazionale Gianni Motta.

## Ordine d'arrivo (Top 10)
| Pos. | Corridore        | Squadra        | Tempo    |
| ---- | ---------------- | -------------- | -------- |
| 1    | Marino Basso     | Bianchi        | 5h11'00" |
| 2    | Patrick Sercu    | Brooklyn       | s.t.     |
| 3    | Gianni Motta     | Zonca          | s.t.     |
| 4    | Franco Bitossi   | Sammontana     | s.t.     |
| 5    | Franco Ongarato  | Dreherforte    | s.t.     |
| 6    | Pierino Gavazzi  | Jollj Ceramica | s.t.     |
| 7    | Walter Avogadri  | Zonca          | s.t.     |
| 8    | Aldo Parecchini  | Molteni        | s.t.     |
| 9    | Marcello Osler   | Sammontana     | s.t.     |
| 10   | Michele Dancelli | Scic           | s.t.     |